# Austrazenia pura
Austrazenia pura är en fjärilsart som beskrevs av Swinhoe 1902. Austrazenia pura ingår i släktet Austrazenia och familjen nattflyn. Inga underarter finns listade i Catalogue of Life.